# تشوه (موسيقى)

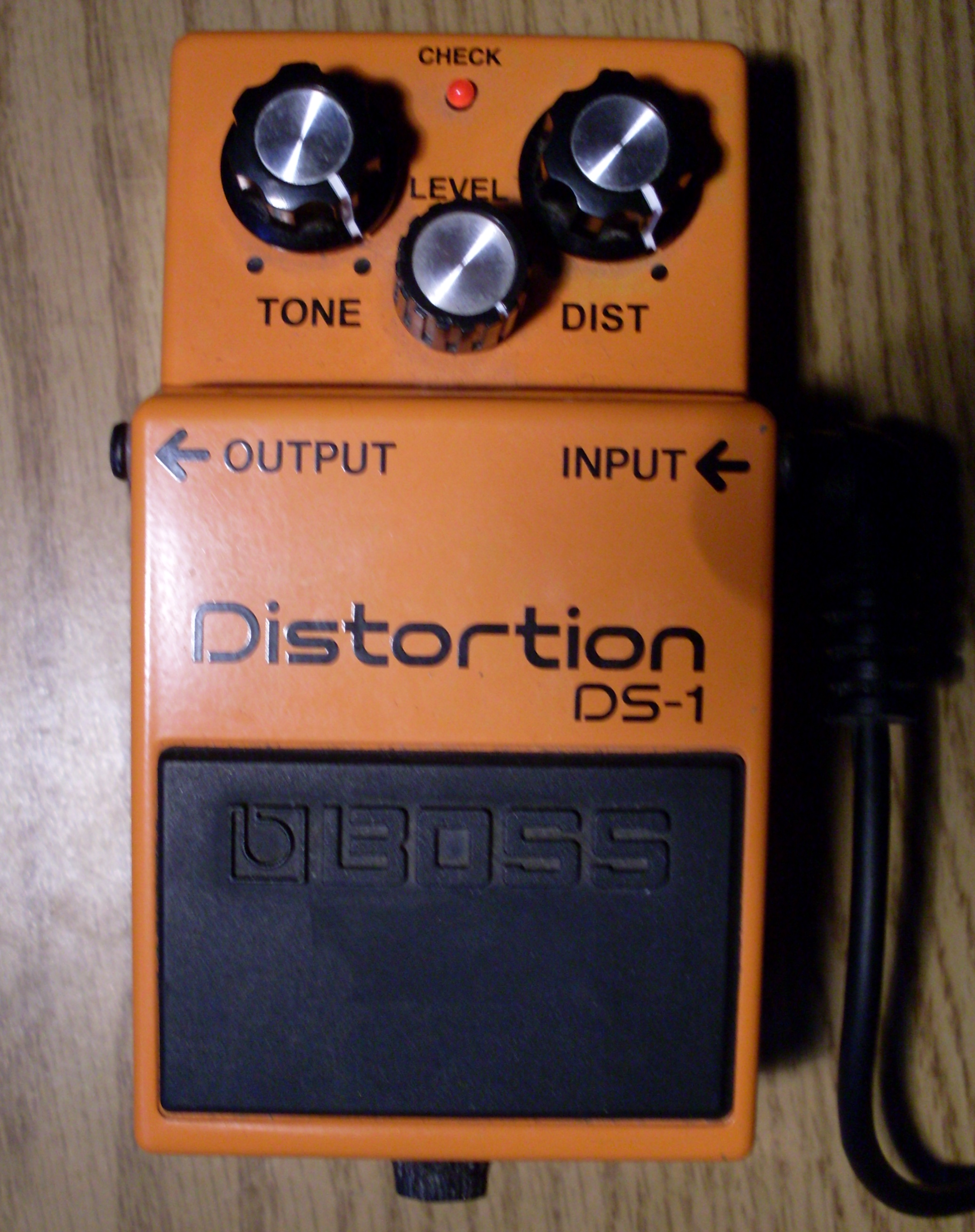
وحدة توليد تشوه صوتي من طراز Boss DS-1

التشوّه هو نوع من أنواع معالجة الإشارة الصوتية الصادرة عن وحدة المؤثرات من أجل تغيير وتعديل الإشارة الصوتية للآلات الموسيقية الإلكترونية من أجل زيادة الكسب الكهربائي للحصول على تشويش مميز.
يستخدم تشوه الصوت بكثرة في الجيتار الكهربائي، وخاصة في موسيقى الروك.